# Sans-culottes

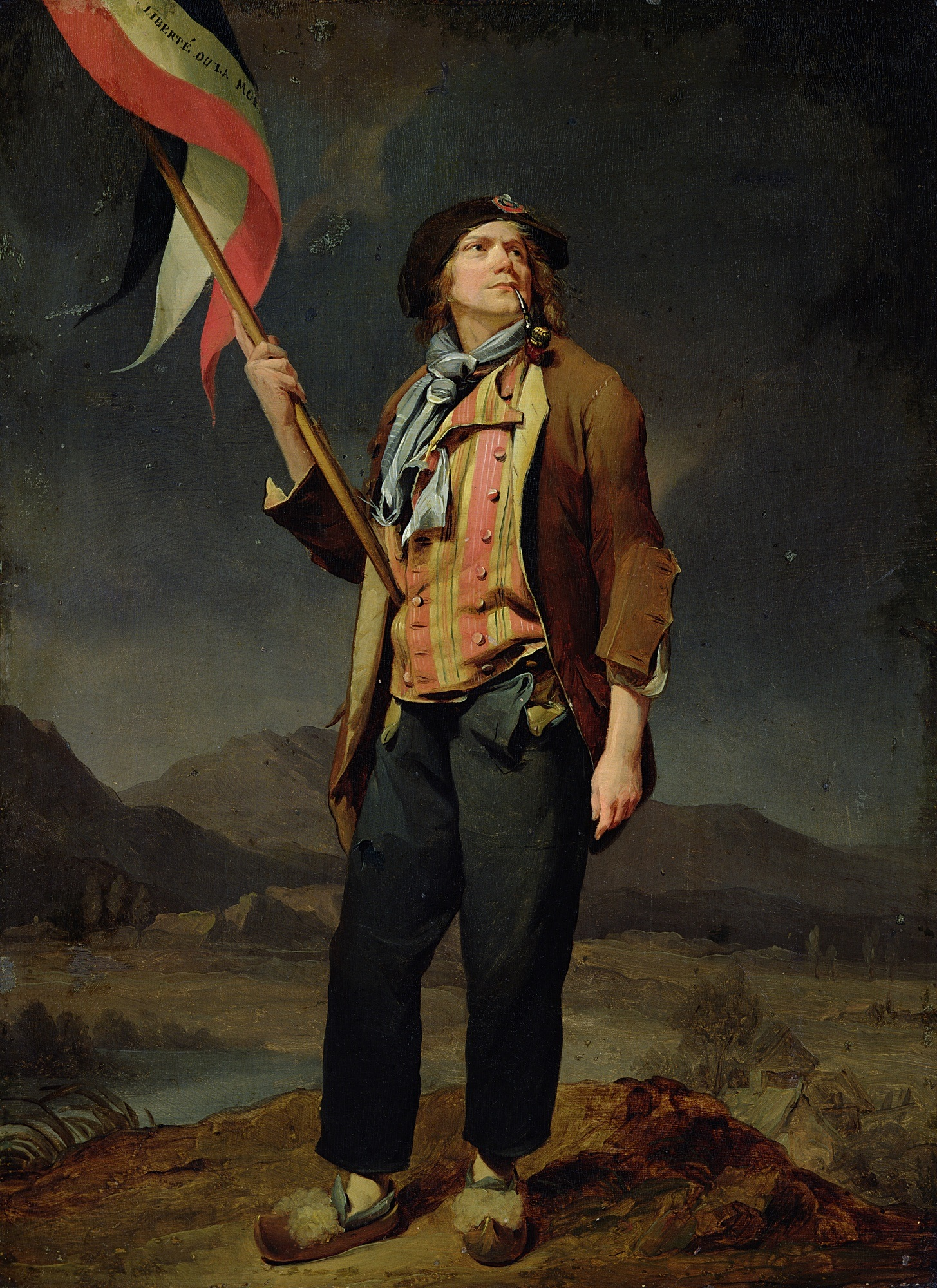
Pintura de um típico sans-culotte, óleo sobre madeira, por Louis-Léopold Boilly.

Sans-culotte foi a denominação dada pelos aristocratas aos artesãos, trabalhadores e até pequenos proprietários participantes da Revolução Francesa, principalmente em Paris. Livremente traduzido da língua francesa como "sem calção", o culote era uma espécie de calções justos que se apertavam na altura dos joelhos, vestimenta típica da nobreza naquele país à época da Revolução. Em seu lugar, os sans-culottes vestiam uma calça comprida de algodão grosseiro, traje tipicamente utilizado pelos burgueses. Estes eram, normalmente, os líderes das manifestações nas ruas.
Pode se dizer que os sans-culottes eram uma camada popular urbana que atuou principalmente em Paris durante a Revolução Francesa. Eles pertenciam a um movimento heterogêneo em sua formação, mas eram, no geral, compostos por populações subalternas, que incluía os artesãos, trabalhadores especializados, lojistas, dentre outros, que foram fortemente ativos durante o processo revolucionário. Além do mais, pode-se também afirmar que alguns desses se situavam entre a burguesia e os novos proletários. Alguns sans-culotte também poderiam emergir das camadas mais prósperas dos serviços e profissões artesanais da época, com condições de se elevar como mestre no seu ofício ou de se transformar num pequeno patrão.
Pertencentes a uma parcela desfavorecida do Antigo Regime na França, estavam sujeitos às constantes crises de abastecimento e fomes que caracterizaram as grandes cidades do período. Adotaram uma ideologia radical no movimento em oposição à aristocracia para garantir seus direitos e melhoria no modo de vida, tornando-se, durante a Revolução Francesa, a base política dos jacobinos.
Os sans-culottes passaram a ser diferenciados por esse termo vindo da aristocracia francesa, cuja vestimenta marcava a distinção social. Desse modo, diferente da nobreza que possuía trajes de tecidos com alta qualidade, bordados a ouro e calças apertadas que seguiam a moda da época, os sans-culottes utilizavam um vestuário modesto: casacos curtos e estreitos, sapatos de madeira e suspensórios junto com suas calças largas — fato que os denominou como sans-culottes. Além dessas peças de roupas, havia a utilização do barrete vermelho, uma espécie de chapéu com abas largas e topo achatado com uma insígnia tricolor (simbolizava o nacionalismo), demarcando a vestimenta do verdadeiro patriota.
A vestimenta simples e modesta dos sans-culottes, durante o processo da Revolução Francesa, seria um símbolo, um instrumento político e um fator histórico para representar luta revolucionária. Seu vestuário, junto com suas ideias e atitudes, expressaram a busca por igualdade.

## Ideais e manifestações

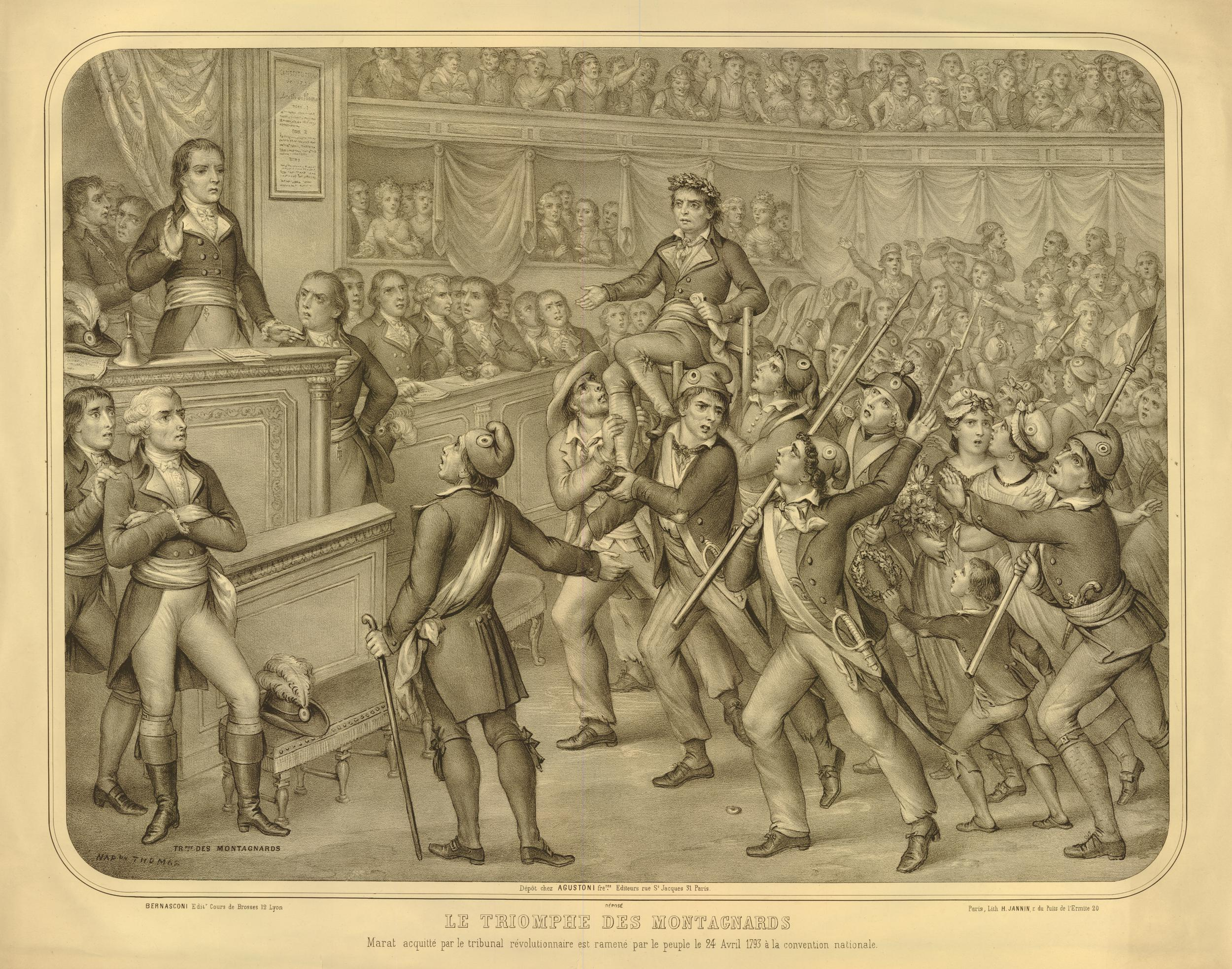
Marat transportado pela multidão após sua absolvição pelo Tribunal Revolucionário em 24 de abril de 1793.

Os ideais dos sans-culottes consistiam no respeito à pequena propriedade privada, numa antipatia às camadas mais ricas da sociedade, bem como em propostas políticas que defendiam o emprego garantido aos homens pelo Estado. Defendiam ainda a elaboração de uma seguridade social aos homens mais pobres e ideais de democracia direta, que entravam em conflitos com os deputados adeptos da democracia representativa.

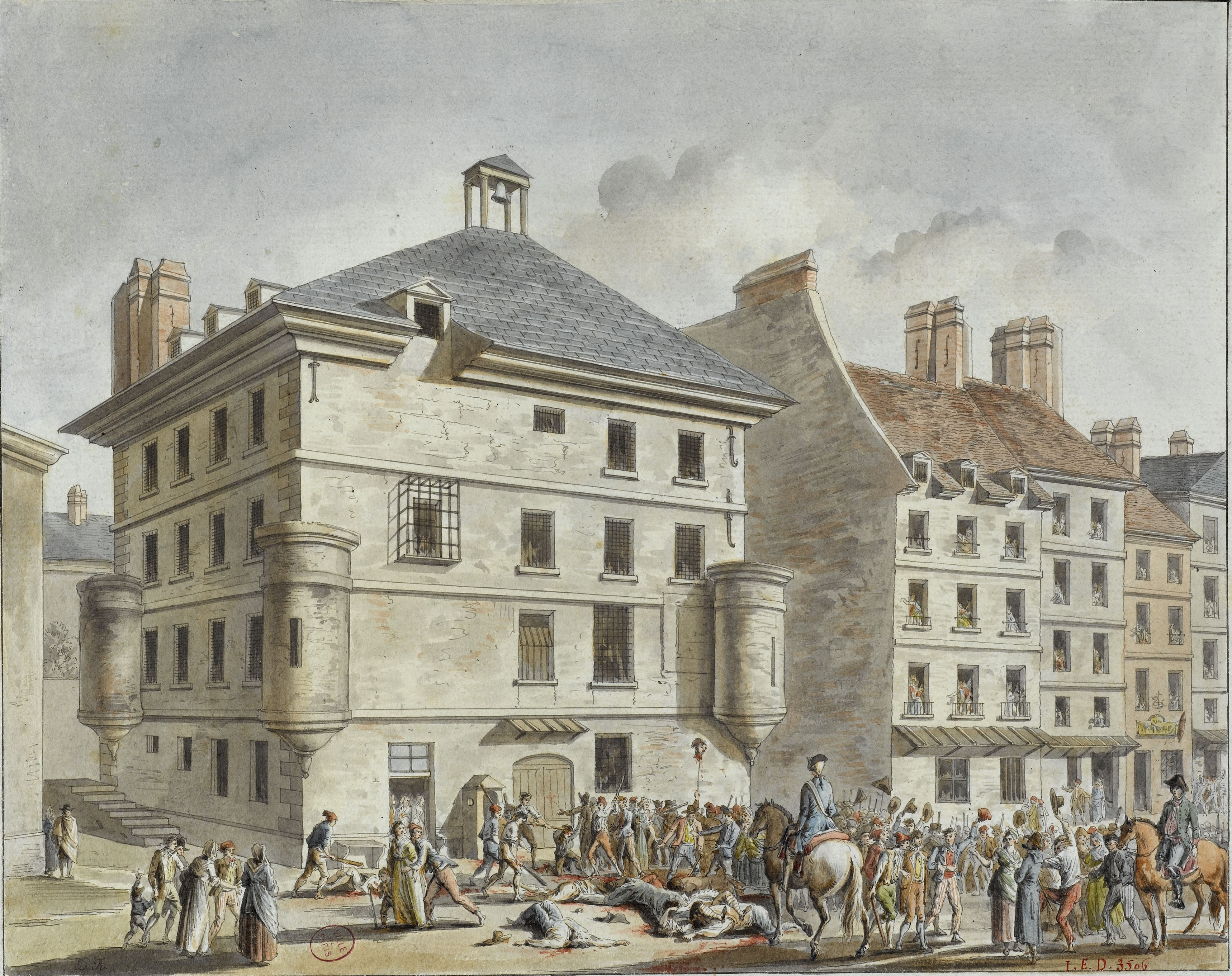
Representação dos massacres cometidos na prisão da Abadia de 2 a 7 de setembro de 1792. Vários cadáveres são amontoados em frente à prisão sob os olhos da multidão enquanto os sans-culottes brandem uma cabeça na ponta de uma lança. Por Jules-Adolphe Chauvet.

Os sans-culottes se contrapunham às desigualdades do Antigo Regime e eram  contrários à aristocracia. Nesse sentido, possuíam uma visão de mundo mais igualitária do ponto de vista social e educacional. Para conquistar seus objetivos políticos, defenderam a soberania integral do povo em detrimento da monarquia.
Devido às diferenças sociais entre os sans-culottes, havia discordâncias internas. Alguns sans-culottes se posicionarem contra a propriedade privada, enquanto outros defendiam apenas uma limitação a ela. No período do Terror, alguns chegaram a defender a morte dos homens mais ricos.
Diante dos constantes casos de fome na França Revolucionária, os sans-culottes temiam que se os ricos acumulassem ainda mais riquezas com a liberdade recém garantida pela nova constituição enquanto que a camada mais pobre da sociedade iria continuar sofrendo pela fome. Assim, defendiam que os alimentos fossem igualmente distribuídos a todos e organizaram muitas manifestações, como a mobilização do dia 5 de setembro de 1793, cuja principal reivindicação consistia na luta pelo acesso a alimentos básicos, dentre eles o pão.
Uma importante influência para os ideais dos sans-culottes foi o filósofo Rousseau, que marcou as pautas deste grupo com as ideias de que o poder absoluto estaria nas mãos do povo. Por meio da ação direta, a população deveria fazer as leis e aplicá-las; da mesma forma que também deveria fiscalizar aqueles que não cumprissem essas ordens e, caso fosse preciso, aplicar castigos.

## Os jacobinos e ossans-culottes

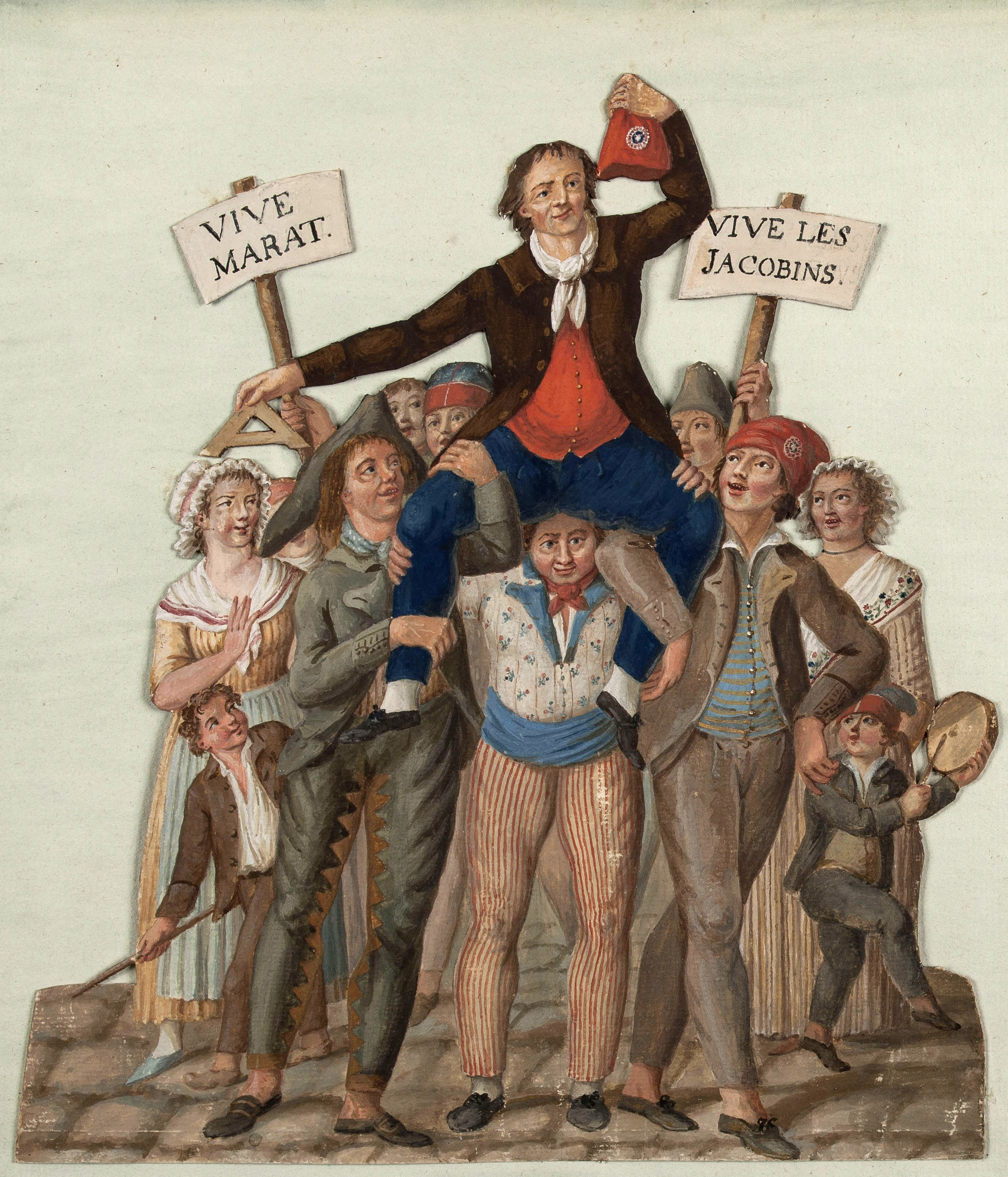
Após sua absolvição pelo Tribunal Revolucionário em 24 de abril de 1793, Marat foi levado em triunfo pelos sans-culottes. Guache de Jean-Baptiste Lesueur, Paris, Musée Carnavalet, por volta de 1793-1794

Durante a Revolução Francesa, existiu uma aliança entre os sans-culottes e a facção mais radicais da Revolução, os jacobinos. Não eram, contudo, grupos homogêneos,  Os dois grupos se alinhavam aos fundamentos de Rousseau, defendiam ideias de autonomia do povo e de democracia, mas tinham diferenças importantes quanto ao seu significado. Foi essa aliança entre jacobinos e sans-culottes que possibilitou a exclusão dos girondinos do poder, mas, mais tarde, ocorreram disputas entre as lideranças políticas radicais e o movimento popular.

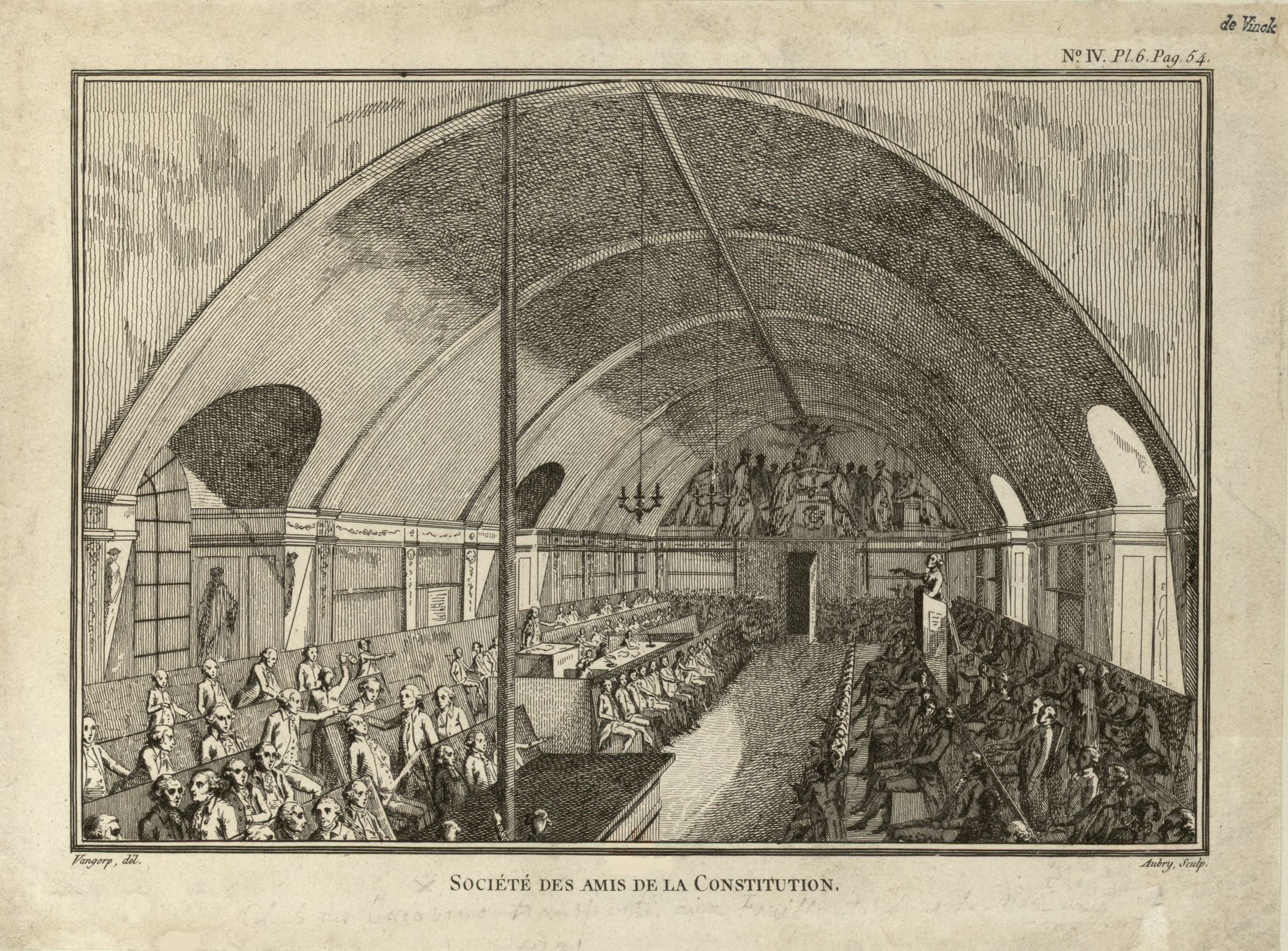
Clube dos Jacobinos em 1791.

Dois pontos importantes levaram então ao fim a dessa aliança: a situação da economia francesa e a concepção sobre a democracia e sobre a soberania popular. Enquanto que algumas lideranças jacobinas eram adeptas do liberalismo econômico, os sans-culottes defendiam um programa de controle de preços que combatesse a especulação e de medidas que promovessem a pequena propriedade. . Também havia uma forte diferença  entre as formas de democracia representativa defendidas pelos líderes da montanha e pela política de ação direta  exercida pelo povo de Paris. 
Pode-se dizer, então, que as bases que de certa forma ligavam esses grupos foram importantes no começo para formar uma aliança para conduzir a Revolução, mas as diferenças e as contradições que vão aparecendo entre eles, durante o próprio processo revolucionário, colocaram um fim nesta aliança. Isso levou à repressão e execução de diversas lideranças dos sans-culottes entre o final de 1793 e o início de 1794, no movimento que ficou conhecido como à repressão aos exagerados. A perseguição política aos líderes do movimento popular facilitou a reação termidoriana que eliminou os robespierristas, pôs um freio ao Terror e excluiu de vez os sans-culottes do processo revolucionário.

## Organização e estratégia

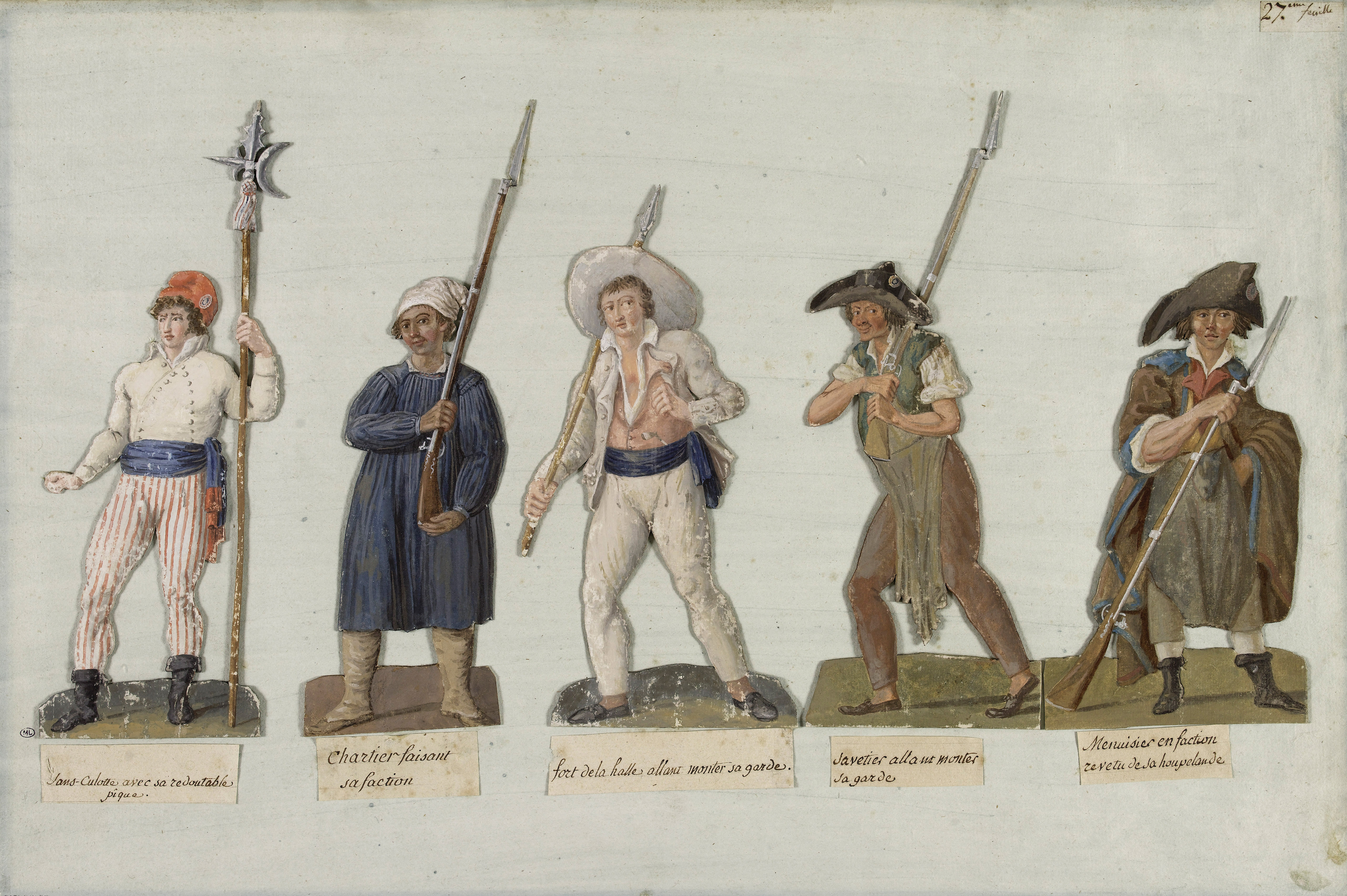
Sans-Culottes in arms, gouache de Jean-Baptiste Lesueur, 1793-1794, museu Carnavalet.

No auge do movimento sans-culotte, o seu número de adeptos oficiais não contou com mais de dois a três mil revolucionários, os quais se organizaram nas sessões da Assembleia Geral, com apoio garantido de vinte a trinta sessões.
Com a eliminação da manutenção das Assembleias Gerais e dos comitês seccionais, os sans-culottes, insatisfeitos e a fim de garantir uma autonomia em suas organizações, transformaram as sociedades populares em sociedades seccionais. Dessa forma, a partir de 1791 esse corpo social parisiense fez um papel importante no decorrer da Revolução Francesa.
No ano II, que corresponde a julho e agosto de 1794 conforme o novo calendário revolucionário, as sociedades seccionais afloraram com a fundação do movimento popular: por meio delas, os sans-culottes coordenaram a política seccional, além de administrar os comitês e pressionar as autoridades municipais e governamentais.

## Atuação dossans-culottesna Revolução Francesa

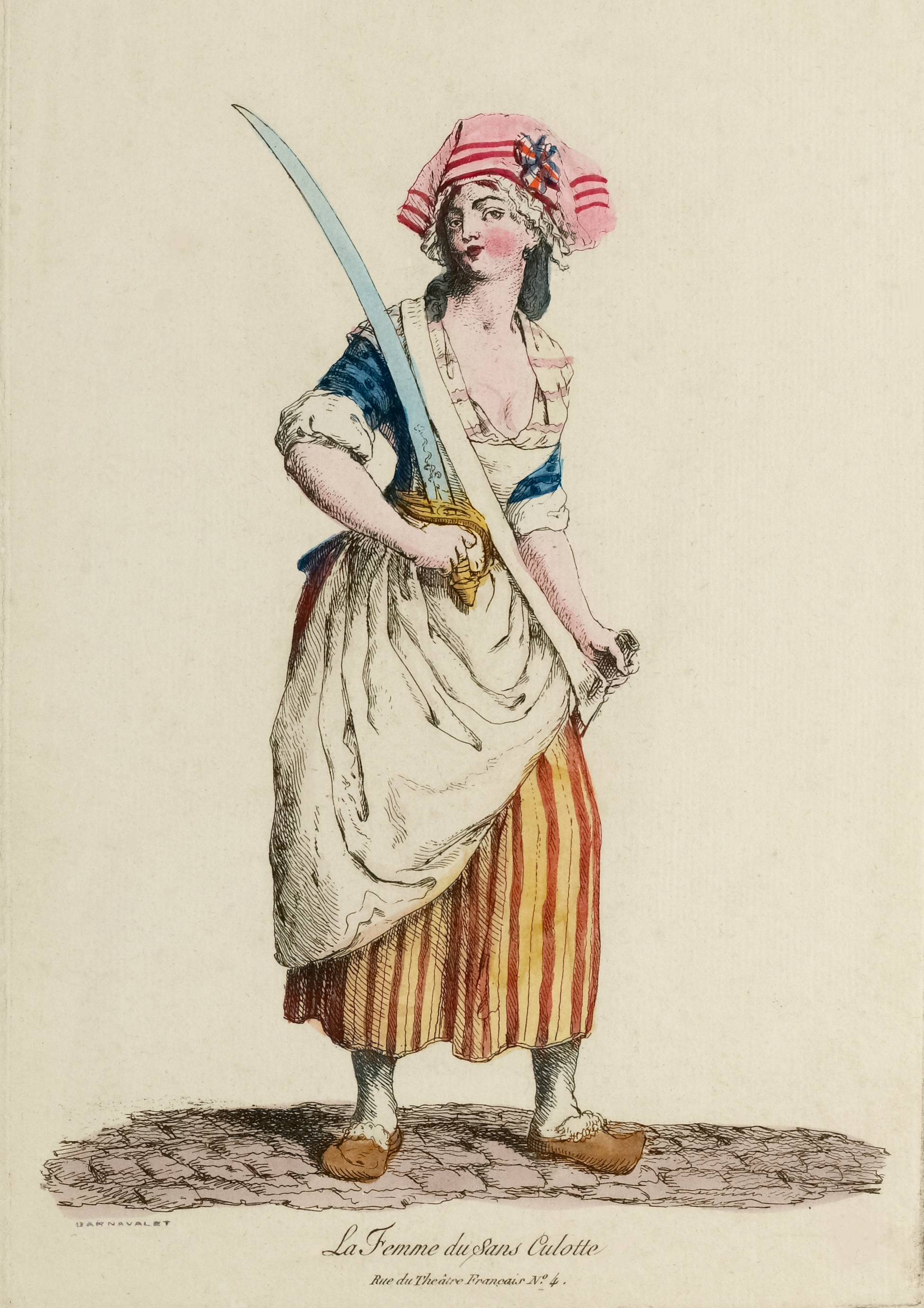
A mulher de Sans-Culotte, gravura, museu Carnavalet, c. 1792. Autor: Desconhecido.

Os sans-culottes atuaram ativamente durante a Revolução Francesa, sendo parte indispensável da força bruta dos manifestantes. Em momentos de crises, os sans-culottes mobilizaram milhares de pessoas armadas, entoando canções e arrastando multidões pelas ruas de Paris.
Além das lutas e das ameaças internas, os sans-culottes também se preocuparam com as ameaças vindas de fora da França. No dia 20 de abril de 1792, uma guerra foi declarada contra o Imperador da Áustria, já que este defendia a monarquia representada por Luís XVI e temiam que uma onda revolucionária varresse a Europa. Diante deste cenário, os sans-culottes forjaram alianças com os jacobinos numa tentativa de barrar os contrarrevolucionários. Neste mesmo ano, entre os meses de agosto e setembro, a monarquia foi substituída pelo sistema republicano ─ dando início a um novo calendário secularizado ─ e Luís XVI foi feito prisioneiro, tudo isto devido ao apoio das ações organizadas pelos sans-culottes.
Procurando eliminar as desigualdades sociais e combater a fome que atingia as camadas mais pobres, alguns sans-culottes exigiram o fechamento da bolsa de valores no ano de 1793 e se posicionaram contra a livre circulação de moedas de ouro na França. Além disso, lutaram ativamente pelo direito ao trabalho garantido pelo Estado e pela assistência social àqueles incapacitados a trabalhar, expandindo a pauta da luta às viúvas e aos órfãos.

## Atuação dos Sans-Culottes no Terror

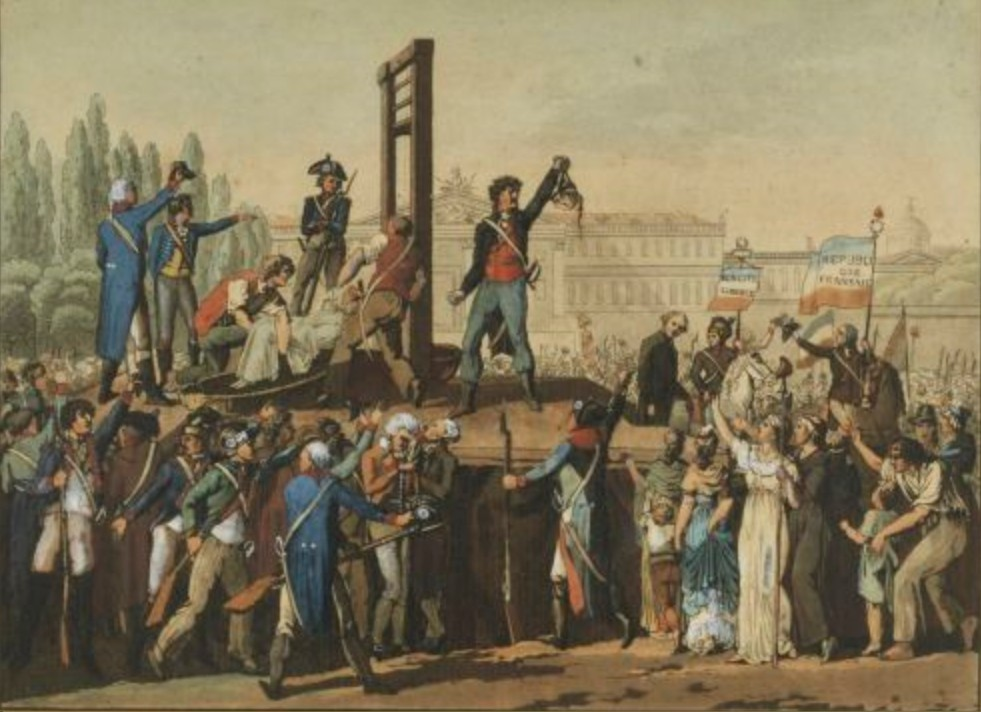
Execução de Maria Antonieta da Áustria, Rainha da França em 16 de outubro de 1793. Museu da Revolução Francesa.

Houve uma atuação significativa desse grupo durante o período compreendido como o Terror na Revolução Francesa. . Após a queda dos girondinos, os sans-culottes foram fortalecidos pela aliança com os representantes montanheses da Convenção. Essa força foi apresentada em um período de preocupação obsessiva de ameaças conspiratórias e traições, principalmente por parte da ala aristocrática.

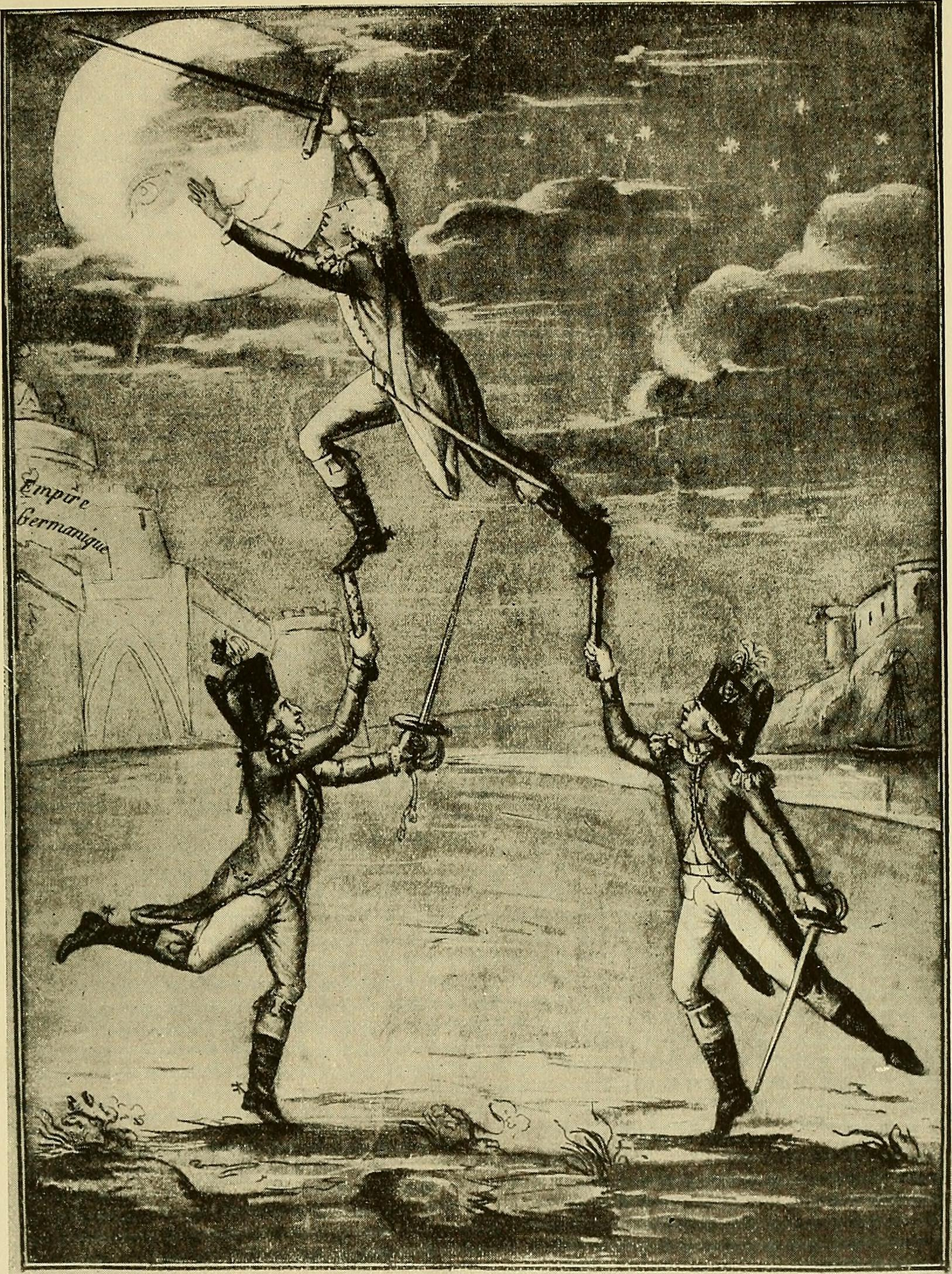

Essa tensão provocou a reivindicação dos sans-culottes de prisão e condenação à guilhotina, para aqueles acusados de traição ao governo ─ além da reivindicação de pão para suprir a fome do povo. Sua voz foi ouvida, no dia 5 de setembro de 1793, quando a Convenção sob pressão desses militantes, colocaram o Terror na ordem do dia, e aprovaram a Lei dos Suspeitos proposta também pelo grupo. A partir desse momento, as lideranças sans-culottes se engajaram na vigilâncias dos suspeitos. Detidos, os suspeitos, eram levados a julgamento pelo Tribunal Revolucionário.

## Líderes dossans-culottes

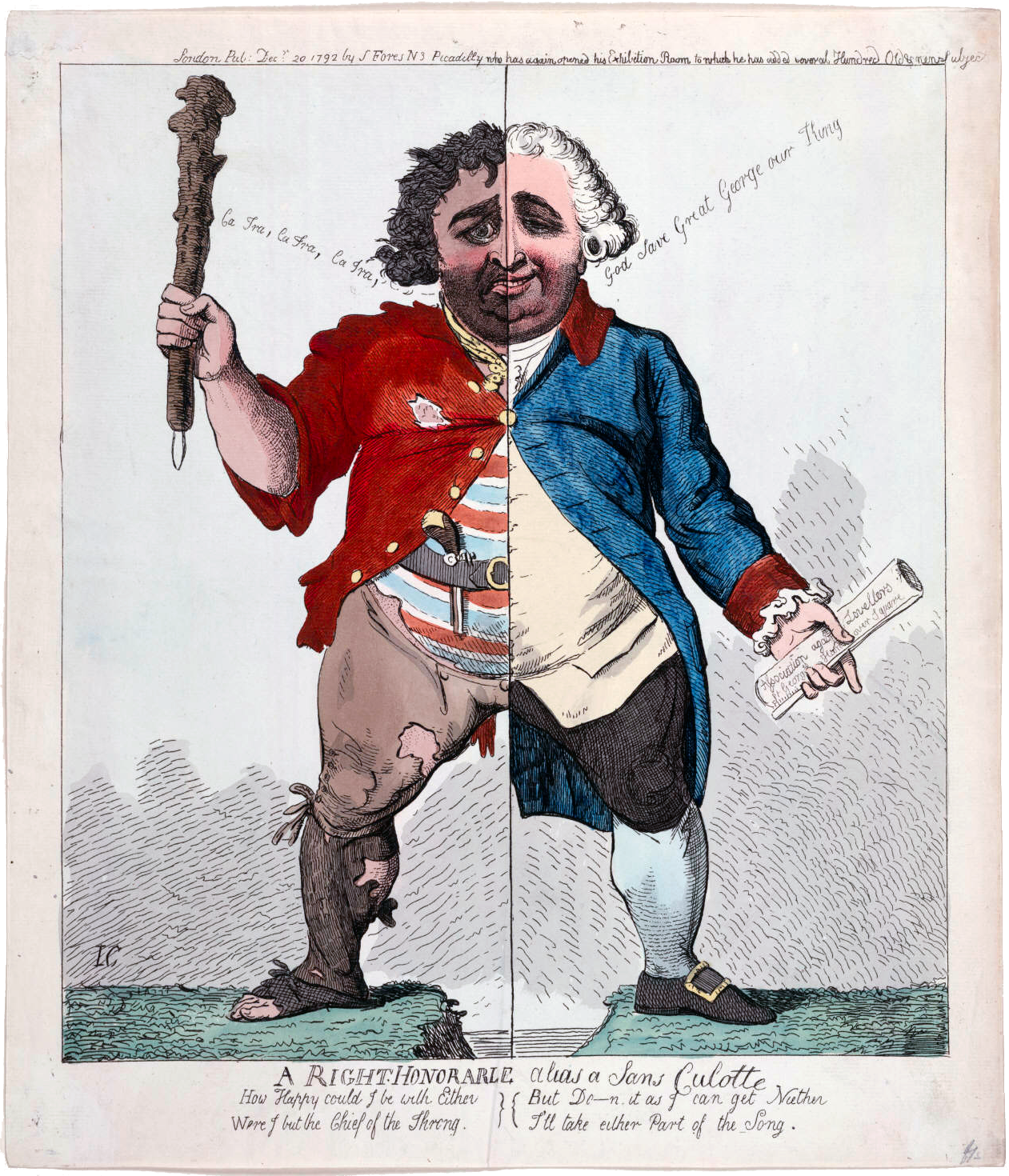
- Caricatura: Um apelido honorável à Sans-Culotte. 1792. Por Isaac Cruickshank.

Ainda que os sans-culottes, de maneira geral, possuíssem o perfil de trabalhadores e pequenos proprietários, seus líderes raramente eram pobres, assalariados, artesãos, etc. Pertenciam, na verdade, a uma parcela abastada da burguesia próspera nos ofícios, ou de profissões mais prestigiadas na sociedade. Exemplo disso é Claude-Emmanuele Dobsen, um advogado e juiz-presidente de um dos tribunais de Paris, que desempenhou um papel importante na rebelião contra os girondinos. Outros dois militantes que se sobressaíram dentro do grupo dos sans-culottes foram Rousselin e Louis-Henri "Cipião" Duroure, de origens nobres.

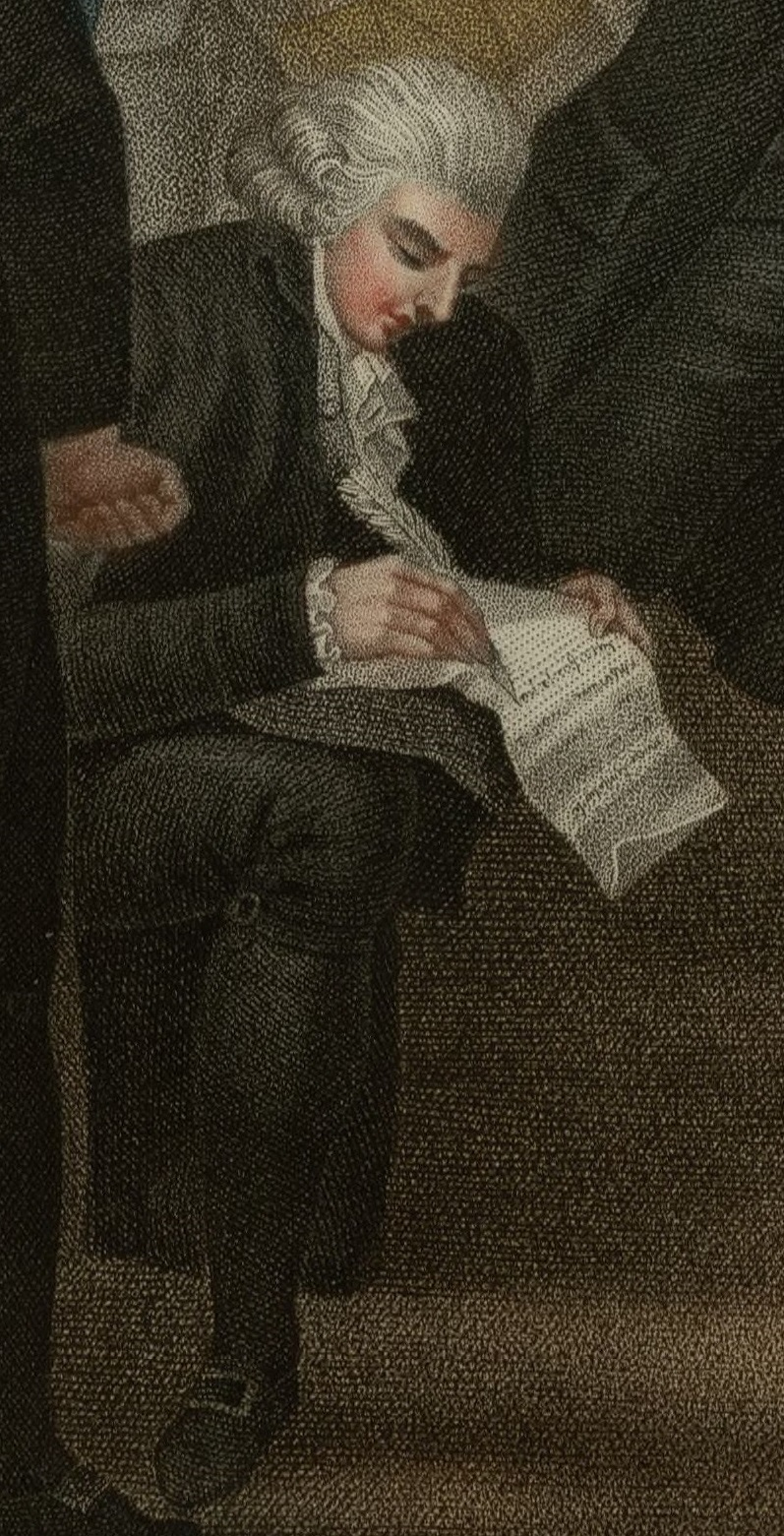
Detalhe da gravura representando Jacques Roux escrevendo o relatório sobre a execução de Luís XVI.

Essas lideranças revolucionárias buscavam a aprovação e concordância das insurreições, além de recrutarem multidões que agiriam no movimento. Quando era necessário um número maior de participantes da massa popular, ocorriam apelos à figuras principais da Comuna como Jacques-René Hébert, jornal de Marat, dentre outros.
Dentre os líderes desse grupo, o Hébert possuiu importância no movimento seccionário sans-culotte. Jornalista, destacou-se na imprensa com seu panfleto periódico, nomeado como “Le Père Duchesne”, a partir de 1789. Era repleto de linguagem informal e chula, com conteúdo extremamente polêmico, visto que seu público alvo eram pessoas comuns do povo. Mais tarde, em 1791, quando se definiu politicamente, seu panfleto passou a ser um porta-voz dos sans-culottes, apresentando em suas publicações teses governamentais e propostas políticas do grupo do qual defendia. Seu nome foi usado para nomear o partido hebertista, um grupo que se formou em sua volta e que aspirava assumir a direção dos movimentos dos sans-culottes. Sendo visto como uma ameaça ao governo revolucionário de Robespierre, Hébert foi executado em 1794.
Outro líder que merece ser mencionado, é Jacques Roux, o padre vermelho, uma figura de destaque que se aproximou dos sans-culottes através da comunicação por meio de seus discursos nas igrejas, assembleias, comunas e conselhos. Assumiu o jornal de Marat, L'Ami du peuple,  em 16 de julho de 1793, passou a publicar conteúdos que abordavam críticas às políticas governamentais e ataques aos seus rivais políticos. Também adotava no jornal as reivindicações e slogans dos sans-culottes. Além do mais, através desse veículo de comunicação, Roux continuou sua ação política, defendendo os ideais de participação direta dos cidadãos no processo político.
Após ser preso, em setembro de 1793, por representar, assim como Hébert e outros líderes, uma ameaça às lideranças jacobinas, cometeu suicídio ao ser comunicado que seria encaminhado ao Tribunal Revolucionário (fevereiro de 1794).